# Antoine Ndzengue
Antoine Ndzengue est un entrepreneur camerounais, présent dans divers secteurs.

## Biographie

### Enfance, formations et débuts
Antoine Ndzengue est originaire de la Lékié. Il est dans la 50taine. 

### Carrière
Antoine Ndzengue a été consul du Cameroun en Suisse,.   
Employé du marketeur camerounais , Antoine Ndzengue est employé à Tradex jusqu’en 2009. 
Il dirige un groupe, Neptune Holding Company, qui se diversifie dans la microfinance, le transport et la distribution de pétrole et la distribution de pneus, entre autres. 
En juillet 2023, l’Agence bancaire pour le commerce (ABC Finances), une microfinance est lancée avec un capital de 5 milliards de FCFA.
Neptune Oil est sa filiale de distribution des produits pétroliers.
Le 12 décembre 2024, il annonce un contrat de livraison de pétrole raffiné, produit dans la raffinerie de Aliko Dangote pour approvisionner le marché camerounais.